# Assassin’s Creed IV: Black Flag
Assassin’s Creed IV: Black Flag – przygodowa gra akcji z elementami skradanki stworzona przez Ubisoft Montréal, szósta odsłona głównej serii Assassin’s Creed. Jej premiera na platformach Wii U, PlayStation 3 i Xbox 360 odbyła się 29 października 2013 w Ameryce Północnej, 31 października 2013 w Australii, 1 listopada 2013 w Europie i 28 listopada 2013 w Japonii. Wersja gry na PlayStation 4 została wydana 15 listopada 2013 roku, wersja na PC – 19 listopada tego samego roku, a wersja na Xboksa One – 22 listopada. 6 grudnia 2019 roku ukazała się na Switchu jako część tzw. The Rebel Collection, a 14 września 2021 roku na Stadii.
Fabuła jest osadzona w świecie rzeczywistym i przedstawia fikcyjny konflikt pomiędzy asasynami a templariuszami, z czego jedni pragną całkowitego pokoju na świecie, a drudzy chcą pełnej kontroli nad ludzkością. Opowieść spajająca fabułę osadzona jest w XXI wieku i przedstawia gracza jako pracownika Abstergo Industries (firmy będącej przykrywką dla współczesnych templariuszy), który jest manipulowany w celu odkrycia tajemnic związanych z konfliktem asasynów i templariuszy oraz rasy Prekursorów. Główna historia rozgrywa się w Indiach Zachodnich podczas złotej ery piractwa pomiędzy 1715 a 1722 rokiem i skupia się na walijskim piracie, Edwardzie Jamesie Kenwayu, dziadku Ratonhnhaké:tona z Assassin’s Creed III i ojcu Haythama Kenwaya, antagonisty z III, próbującym zdobyć fortunę i odnaleźć mityczne miejsce znane jako Obserwatorium, którego poza nim szukają też zarówno asasyni, jak i templariusze. 
Akcja gry obejmuje Indie Zachodnie, w których mieszczą się trzy główne miasta: Hawana, Nassau i Kingston, a także liczne mniejsze wyspy, wraki statków i forty. Po raz pierwszy w serii eksploracja morska stanowi główną część gry. Edward jest kapitanem Kawki – brygu, który kradnie hiszpańskiej flocie w pierwszych misjach gry. Gra zachowała też znaną z poprzednich części serii eksplorację lądową, system skradania się oraz walki. W Black Flag dostępny jest też tryb wieloosobowy znany od Assassin’s Creed: Brotherhood.
Gra po premierze otrzymała dużą liczbę dodatków do pobrania, w tym kampanię fabularną Assassin’s Creed: Freedom Cry, którą później wydano jako samodzielną grę. Jej akcja rozgrywa się ponad dekadę po wydarzeniach z Black Flag i przedstawia historię Adéwalégo, byłego kwatermistrza Edwarda, który został asasynem.
Gra zyskała uznanie krytyków i stała się sukcesem komercyjnym, do maja 2014 roku sprzedając się w ponad 11 milionach egzemplarzy. Otrzymała liczne nagrody i nominacje, w tym Spike Video Game Award dla najlepszej przygodowej gry akcji. W 2014 roku ukazały się dwie kontynuacje Black Flag – Rogue, wieńczące historię Kenwayów, oraz stanowiące wprowadzenie do historii opisywanej w Unity.

## Fabuła

### Miejsce akcji
Fabuła Black Flag jest podzielona na część współczesną i historyczną. Część współczesna przedstawia historię bezimiennego pracownika Abstergo Entertainment (w założeniu to gracz miał być protagonistą), który otrzymuje zadanie zbadania kluczowej postaci w drzewie genealogicznym Desmonda Milesa, Edwarda Kenwaya. Część historyczna dzieje się w latach 1715–1722 i przedstawia losy Edwarda, pirata działającego w Indiach Zachodnich (dokładniej w okolicach Kuby i Jamajki), a także w południowej części Florydy, w zachodniej części Afryki (Príncipe) i wschodniej części Meksyku (Tulum).  

### Postacie

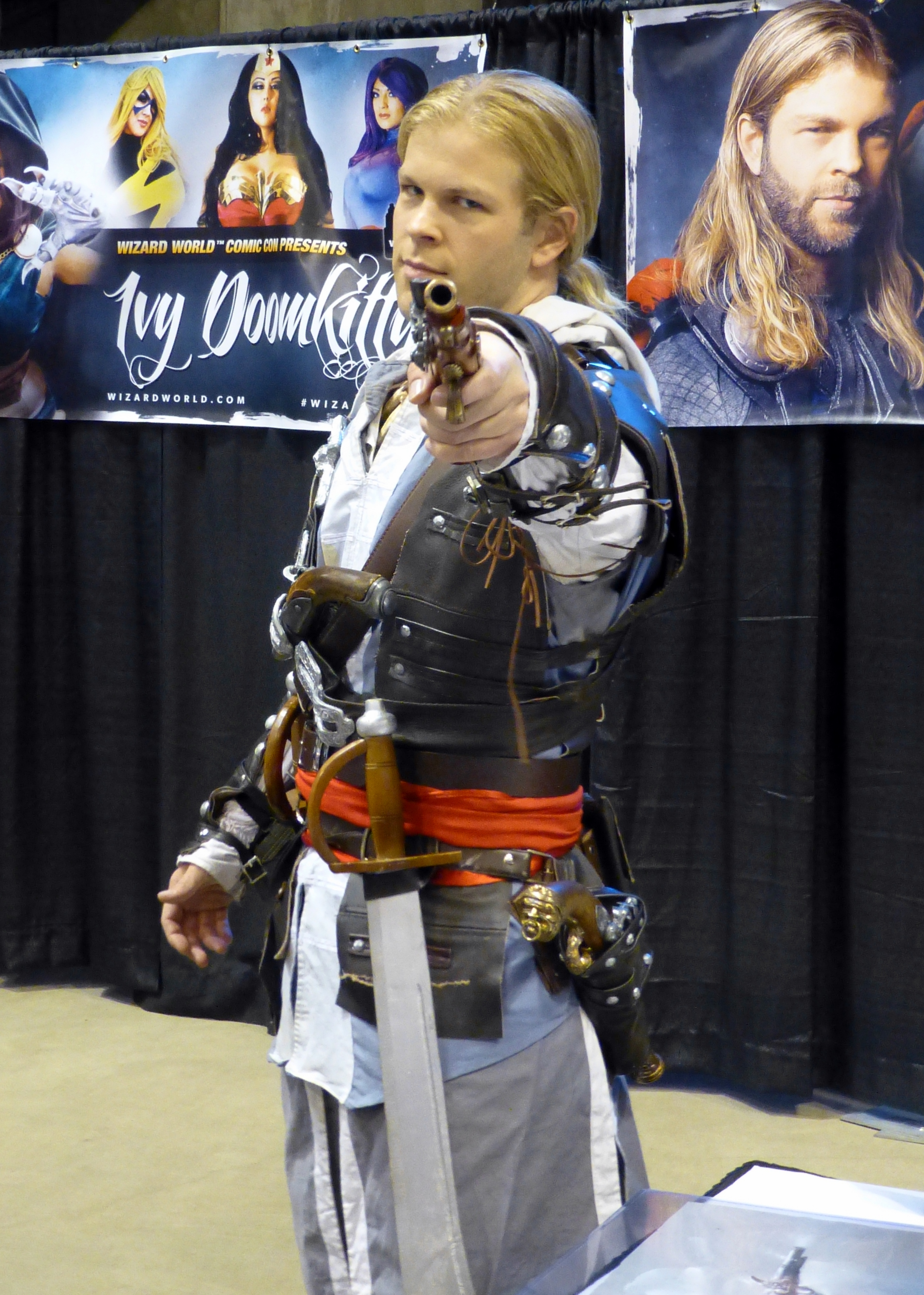
Cosplayer przebrany za Edwarda Kenwaya

Głównym bohaterem gry jest Edward Kenway (Matt Ryan), walijski korsarz urodzony w Swansea, który został piratem, a pod koniec gry także członkiem bractwa asasynów. Podczas swojej przygody Kenway spotyka kilka postaci historycznych, w tym Edwarda „Czarnobrodego” Thatcha (Mark Bonnar), Benjamina Hornigolda (Ed Stoppard), Mary Read (Olivia Morgan), Stede’a Bonneta (James Bachman), Anne Bonny (Sarah Greene), „Calico Jacka” Rackhama (O-T Fagbenle), Bartholomew Robertsa (Oliver Milburn) i Charlesa Vane’a (Ralph Ineson). 

### Fabuła

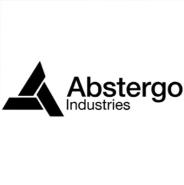
Logo Abstergo Industries

Po śmierci Desmonda Milesa Abstergo (firma funkcjonująca jako przykrywka dla współczesnych templariuszy) odnajduje jego ciało i pobiera z niego materiał DNA, dzięki czemu jego wspomnienia genetyczne stają się możliwe do odtwarzania przez osoby trzecie za pomocą chmury animusa (maszyny do odtwarzania wspomnień przodków). Bezimienna postać zostaje zatrudniona przez Abstergo Entertainment, spółkę zależną Abstergo, do zbadania wspomnień jednego z przodków Desmonda, Edwarda Kenwaya. Pozornie ma to na celu zebranie materiału do interaktywnego filmu fabularnego o piratach, w rzeczywistości jednak templariusze szukają struktury Pierwszej Cywilizacji (występującej również jako Prekursorzy i Isu) znanej jako Obserwatorium, pozwalającego na podglądanie każdego człowieka na świecie, o ile posiadało się próbkę jego krwi, do której Edward w pewnym momencie swego życia miał dostęp.
W czerwcu 1715 roku przy przylądku Bonavista statek, na którym znajduje się Kenway, zostaje zaatakowany przez inny, którym podróżuje nieznany Edwardowi asasyn. Oba statki zostają zniszczone, a z obu załóg przeżywają jedynie Kenway i asasyn. Edward zabija asasyna, a przeszukując go odnajduje list od gubernatora Kuby, Laureana Torresa y Ayala (Conrad Pla), w którym wzywa on asasyna o imieniu Duncan Walpole do Hawany. Edward przebiera się za niego i wypływa do Hawany na pokładzie statku kupca Stede’a Bonneta, którego Kenway uratował z rąk brytyjskiej marynarki.
Edward i Stede docierają do Hawany, gdzie Kenway zajmuje miejsce Walpole’a i poznaje Torresa, a także Woodesa Rogersa (Shaun Dingwall) i Juliena du Casse’a (Alex Ivanovici). Torres przyjmuje ich w szeregi templariuszy. Następnego dnia Laureano przedstawia towarzyszom Mędrca, którego krew niezbędna jest do otworzenia Obserwatorium. Templariusze eskortują go do rezydencji gubernatora. Wieczorem Edward próbuje odbić Mędrca, wierząc, że uda mu się sprzedać narzędzie z Obserwatorium, ale odkrywa, że ten już uciekł, sam zaś zostaje nakryty przez Torresa i pojmany. Ucieka z pomocą Adéwalégo (Tristan D. Lalla) i zabiera hiszpański bryg, który nazywa Kawką. Rekrutuje na niego załogę, a Adéwalégo mianuje swoim kwatermistrzem.
Edward płynie do Nassau, gdzie spotyka się z Edwardem Thatchem, Benjaminem Hornigoldem, Charlesem Vane’em i innymi piratami, zamierzającymi proklamować Republikę Piratów, która w założeniu ma być utopią dla wszystkich piratów. Edward pomaga im, zabijając du Casse’a i przejmując jego kryjówkę na Wielkiej Inagui. Następnie wraz z Mary Read (działającą pod pseudonimem jako James Kidd) trafia na Tulum, gdzie swoją siedzibę mają asasyni.
Wracając do Nassau w 1718 Kenway odkrywa, że wybuchła tam epidemia choroby, na którą nie ma w mieście lekarstwa. Edward początkowo nurkuje po nie za pomocą dzwonu nurkowego, a gdy nie udaje mu się zdobyć lekarstwa w ten sposób, razem z Thatchem oblega Charlestown. Thatch wyjawia, że zamierza przejść na emeryturę. Pół roku później Republika Piratów oficjalnie się rozpada; Hornigold zdradza swoich towarzyszy. Vane szuka Thatcha, żeby powstrzymał Hornigolda, jednak ten odmawia, twierdząc, że jest na emeryturze. Brytyjczycy atakują miejsce odpoczynku Thatcha, a ten ginie w walce. Załoganci Kenwaya i Vane’a buntują się przeciwko nim, wskutek czego obaj trafiają na Providencię. Żeby przeżyć, Edward mocno rani Vane’a, który zaczął go atakować. 
W maju 1719 roku Edward odzyskuje swój statek i odkrywa, że Hornigold dołączył do templariuszy. Dowiaduje się też, że Mędrzec, który uciekł z Hawany, obecnie znajduje się na Príncipe. Kenway odnajduje go na wyspie, a na jego prośbę zabija dwóch templariuszy. Zyskuje sobie tym szacunek Mędrca, który przedstawia mu się jako Bartholomew Roberts. 
We wrześniu tego samego roku Edward i Roberts przechwytują portugalski statek, na którym przewożone są fiolki z krwią niezbędną do prawidłowego działania Obserwatorium. Kenwayowi udaje się też zabić Hornigolda. Ostatecznie Edward i Roberts docierają do Obserwatorium, ale tam Mędrzec zdradza Kenwaya i wtrąca go do więzienia, w którym siedzi do sierpnia 1720 roku wraz z Mary Read i Anne Bonny – barmanką z Nassau, która dołączyła do załogi Read. Z pomocą asasynów udaje im się wydostać z więzienia, jednak Read umiera podczas ucieczki.  

Wariant bandery pirackiej umieszczony na Kawce po dołączeniu Edwarda do asasynów.

Po wydostaniu się z więzienia Edward zaczyna popadać w alkoholizm, jednak za pomocą Adéwalégo udaje mu się wyjść z uzależnienia. Jego kwatermistrz oznajmia, że odchodzi do asasynów i prosi, aby Edward też do nich dołączył. Po pewnym czasie Edward wstępuje w szeregi Bractwa.   
W maju 1721 roku Edwardowi zostają wyznaczone trzy cele do zabicia: Rogers, Torres i Roberts. Na początku zajmuje się Rogersem; pod przebraniem włoskiego dyplomaty trafia na polityczne przyjęcie i mocno rani templariusza (choć go nie zabija), dowiadując się też od niego, gdzie przebywa Roberts. Udaje mu się go wytropić i pokonać w bitwie morskiej, odzyskując zarazem narzędzie z Obserwatorium. Następnie wyrusza do Hawany, żeby wyeliminować Torresa, jednak na miejscu dowiaduje się, że gubernator wypłynął już do Obserwatorium. Kenway wpada w zasadzkę zastawioną przez ochroniarza templariusza, El Tiburóna, ale udaje mu się wybronić. Ostatecznie płynie do Obserwatorium i zabija Torresa. Zostawia tam też narzędzie.   
Edward otrzymuje wiadomość o śmierci żony i o planowanym przybyciu swojej córki Jennifer, której nigdy jeszcze nie widział. Żeby odpowiednio się nią zaopiekować opuszcza Karaiby i wraca do Anglii. Kilka lat później Edward, Jennifer i jego syn, Haytham, wybierają się na przedstawienie do opery.
Współcześnie postać gracza jest manipulowana przez Johna, kierownika działu techniki informatycznej w Abstergo Entertainment, który przekonuje ją, żeby odkryła sekrety swoich pracodawców. Gracz włamuje się do kilku terminali, zdobywa z nich informacje, a następnie przekazuje je asasynom, którzy przeniknęli do Abstergo. Kiedy obiekt zostaje zamknięty po wykryciu włamań, John każe graczowi uzyskać dostęp do rdzenia animusa, żeby uwolnić z rdzenia Juno, która znalazła się tam po aktywowaniu Świątyni przez Desmonda Milesa. Oznajmia ona jednak, że jej czas jeszcze nie nadszedł. Rozłoszczony John ujawnia się jako nowa inkarnacja Mędrca i usiłuje zabić gracza, ale sam zostaje zabity przez ochronę Abstergo. Po jego śmierci z graczem kontaktują się asasyni, którzy informują, że będą kontynuować infiltrację templariuszy.

## Rozgrywka
Assassin’s Creed IV: Black Flag jest grą z otwartym światem, w której wydarzenia przedstawiane są z perspektywy trzecioosobowej, a w wątku współczesnym z perspektywy pierwszoosobowej. Gracz musi używać połączenia umiejętności skradania, parkouru i walki, żeby ukończyć różnego rodzaju misje składające się na sekwencje. W wątku fabularnym gracz wciela się w dwie różne postacie. W świecie współczesnym jest to bezimienna postać, która pracuje w Abstergo Entertainment w celu poznania wspomnień genetycznych Desmonda Milesa. Podczas przeglądania wspomnień protagonistą jest Edward Kenway – pirat, który w przyszłości zostanie ojcem Haythama Kenwaya i dziadkiem Ratonhnhaké:tona.
Na świat przedstawiony w grze składają się trzy główne miasta: Hawana, Kingston i Nassau; każde z nich jest pod kontrolą innej frakcji – odpowiednio hiszpańskiej, brytyjskiej i pirackiej. W grze odwiedzić można także ponad 50 innych wysp, na których znajdują się m.in. plantacje, kryjówki przemytników, forty morskie oraz ruiny Majów. Dodatkowo na morzu znajdują się wraki statków, które można eksplorować, żeby znaleźć podwodne skarby. Świat został zaprojektowany w taki sposób, żeby zapewnić graczowi większą swobodę – w każdej chwili może on zejść z pokładu statku i rozpocząć eksplorację lądu.
Chociaż możliwość żeglowania pojawiła się już w Assassin’s Creed III, była ona ograniczona do kilku misji. W Black Flag stała się ona jednym z najważniejszych aspektów rozgrywki. Edward jest kapitanem skradzionego brygu o nazwie Kawka. Początkowo statek może prowadzić bitwy morskie jedynie z najsłabszymi wrogimi jednostkami, można go jednak ulepszać po wydaniu odpowiedniej ilości reali i towarów. Gracz może korzystać z lunety, dzięki której możliwe jest sprawdzenie ładunku przewożonego przez wrogie statki. Gracz może samemu zainicjować bitwę morską albo włączyć się do już trwającej. Na wyposażeniu Kawki znajdują się działa na burtach i rufie, eksplodujące beczki, moździerze do ataku oddalonych statków, folgierze i taran. Kiedy wrogi zostanie dostatecznie uszkodzony gracz może go zatopić, otrzymując mniej łupów, lub dokonać jego abordażu. Podczas abordażu należy wykonać wyznaczone zadania, takie jak np. zabicie odpowiedniej liczby przeciwników czy zniszczenie zapasów prochu. Po wygranej bitwie statek można włączyć do floty Kenwaya (która funkcjonuje jako minigra, podczas której wysyła się statki z floty na misje, by uzyskać różnego rodzaju surowce), obniżyć poziom rozgłosu (im jest on wyższy, z tym większą liczbą łowców nagród będzie się mierzył gracz) albo naprawić Kawkę. Żeby skutecznie atakować statki gracz musi rekrutować załogę. W grze zaimplementowano system dynamicznej pogody, która może utrudnić graczowi skuteczne manewrowanie statkiem, ponieważ np. podczas sztormu pojawiają się trąby powietrzne i pioruny. Eksplorując ląd gracz może łapać szanty, które następnie są śpiewane przez załogę podczas podróży morskich. W odpowiednich miejscach gracz może polować za pomocą harpunu na stworzenia morskie, takie jak wieloryby i rekiny, pozyskując w ten sposób materiały, których może użyć do wytwarzania przedmiotów lub sprzedać je z zyskiem.
W Black Flag powraca charakterystyczna dla serii eksploracja lądowa i związane z nią czynności, takie jak synchronizowanie punktów widokowych, pojawiają się też znajdźki, chociażby skrzynie ze skarbami, łamigłówki Majów czy specjalne klucze templariuszy. Zarówno system walki, jak i parkouru pozostał niezmieniony względem Assassin’s Creed III. Wachlarz broni, których Edward może używać, został znacząco zredukowany – wyposażenie ograniczono do kordelasów, rapierów i pistoletów skałkowych oraz broni upuszczonych przez wrogów. Podczas eksploracji spotkać można potrzebujących pomocy piratów – przegrywających bitwy, uwięzionych czy mających zostać właśnie straconymi; po pomożeniu im mogą oni dołączyć do załogi Kenwaya. Świat przedstawiony został zaprojektowany w taki sposób, żeby umożliwić graczowi większą swobodę podczas eksploracji i cały czas przedstawiać aktywności poboczne, które gracz może zobaczyć i podjąć się ich. W rozmieszczonych w wielu miejscach tawernach można zagrać w trzy różne minigry: warcaby, młynka i fanoronę.
System skradania się w Black Flag został w znacznym stopniu zmodyfikowany. Edward może korzystać z dmuchawki, tymczasowo unieszkodliwiającej wrogów albo zwracających ich przeciwko sobie. Niektórzy wrogowie zaprojektowani zostali tak, żeby korzystniej było ich zabić w sposób skryty aniżeli w otwartej walce. Główne misje także kładą większy nacisk na skradanie; w grze występuje znacznie więcej misji skradankowych, takich jak śledzenie i podsłuchiwanie celów. W grze powraca także mechanika polowania; Edward może polować na różnego rodzaju zwierzęta, a z uzyskanych materiałów tworzyć np. większe sakiewki na amunicję.
W świecie współczesnym gracz angażuje się w eksplorację biura, podsłuchiwanie i pozyskiwanie ważnych dokumentów. Przejmowanie dokumentów odbywa się w formie różnych minigier. Zebrane informacje pozwalają graczowi na odkrywanie sekretów związanych z Abstergo.

### Tryb wieloosobowy
Tryb wieloosobowy Black Flag został opracowany przez Ubisoft Annecy we współpracy z Ubisoft Bucharest, Ubisoft Shanghai i Ubisoft Kiev. Fundamenty rozgrywki pozostały takie same, jak w poprzednich częściach gry – każdemu graczowi zostaje wyznaczony cel do zabicia i podążający za nim asasyn; gracz musi zabić ukazanego mu przeciwnika, jednocześnie uchodząc przed przydzielonym mu zabójcą. Rozgrywka została jednak rozwinięta i usprawniona. Po raz pierwszy w trybie pojawiają się tzw. mnożniki – system przeliczania punktów, który nagradza skrytego zabójcę, a karze asasyna, który został dostrzeżony przez swój cel. Do gry dodano także nowe postacie, mapy i animacje.
W trybie wieloosobowym pojawia się tzw. Game Lab, które pełni funkcję edytora gry. Dzięki tej funkcji gracze mogą tworzyć własne tryby gry, korzystając z ponad 200 modyfikowalnych współczynników. Utworzone tryby można publicznie udostępnić. Tryby uznane przez deweloperów za najciekawsze są regularnie promowane. Utworzone przez graczy tryby dają tyle samo punktów doświadczenia co oficjalne.
Do gry został dodany tryb „Watahy” z III, rozbudowany do tego stopnia, że stał się osobnym modułem, niezwiązanym z resztą trybu wieloosobowego. Wataha została podzielona na dwa oddzielne tryby: Discovery, który pełni rolę samouczka (w trybie występuje 8 misji; każda z nich wprowadza do gry inny element rozgrywki), i Unleashed, którego rozgrywka jest identyczna jak w III (maksymalnie czteroosobowa drużyna zabija wskazywane cele pojawiające się w dwudziestu pięciu sekwencjach). Gra nagradza synchronizację i komunikację między graczami, znacznie wyżej punktują ich za jednoczesne zabicie wszystkich celów w sekwencji. Wataha zawiera dwa dodatkowe tryby rozgrywki: obrona skrzyń ze skarbami, które próbują zabrać wrogowie sterowani przez komputer, oraz infekcja, podczas której przeciwnicy stają się niewrażliwi na normalne bronie, a żeby ich zabić należy odnaleźć specjalny oręż.

## Produkcja i marketing
Wysoka sprzedaż Assassin’s Creed III zachęciła Ubisoft do stworzenia kolejnej części cyklu. Pierwsze zapowiedzi nowej gry pojawiły się w lutym 2013 roku. Miała ona być wydana w roku podatkowym 2014 (trwającym od 1 kwietnia 2013 do 31 marca 2014 roku), a także zaprezentować nowego bohatera i czasy inne od tych ukazanych w III. 26 lutego w Internecie opublikowano nieoficjalne zdjęcie jednoznacznie wskazujące piracką tematykę nowej gry, ujawniono także tytuł Assassin’s Creed IV: Black Flag. Dzień później ujawniono tył plakatu przedstawiający mapę ukazującą fragment Wielkich Antyli oraz południowy brzeg Florydy. Ubisoft zapowiedział grę oficjalnie 1 marca 2013, potwierdzając ujawniony wcześniej tytuł, informując, że ukaże się ona na PlayStation 3, Xboksa 360, Wii U i komputery osobiste oraz zapowiadając, że kolejne oficjalne informacje zostaną zaprezentowane 4 marca. Według kolejnego nieoficjalnego wycieku gra miała trafić do sprzedaży 29 października, a w planach miało znajdować się też wydanie na konsole ósmej generacji – PlayStation 4 i Xboksa One.
2 marca 2013 serwis GamesRadar+ omyłkowo opublikował zwiastun, który potwierdzał tożsamość głównego bohatera; został nim Edward Kenway, dziadek Ratonhnhaké:tona z poprzedniej części serii. Oficjalnie zwiastun zaprezentowano dwa dni później, 4 marca, wraz z  dodatkowymi informacjami dotyczącymi protagonisty, świata przedstawionego, postaci historycznych, rozgrywki oraz silnika gry. Poinformowano także, że prace nad grą rozpoczęły się już w lecie 2011 roku, u schyłku cyklu produkcyjnego Revelations, a brało w nich osiem studiów Ubisoftu – Montréal, Singapore, Sofia, Annecy, Kiev, Québec, Bucharest i Montpellier.

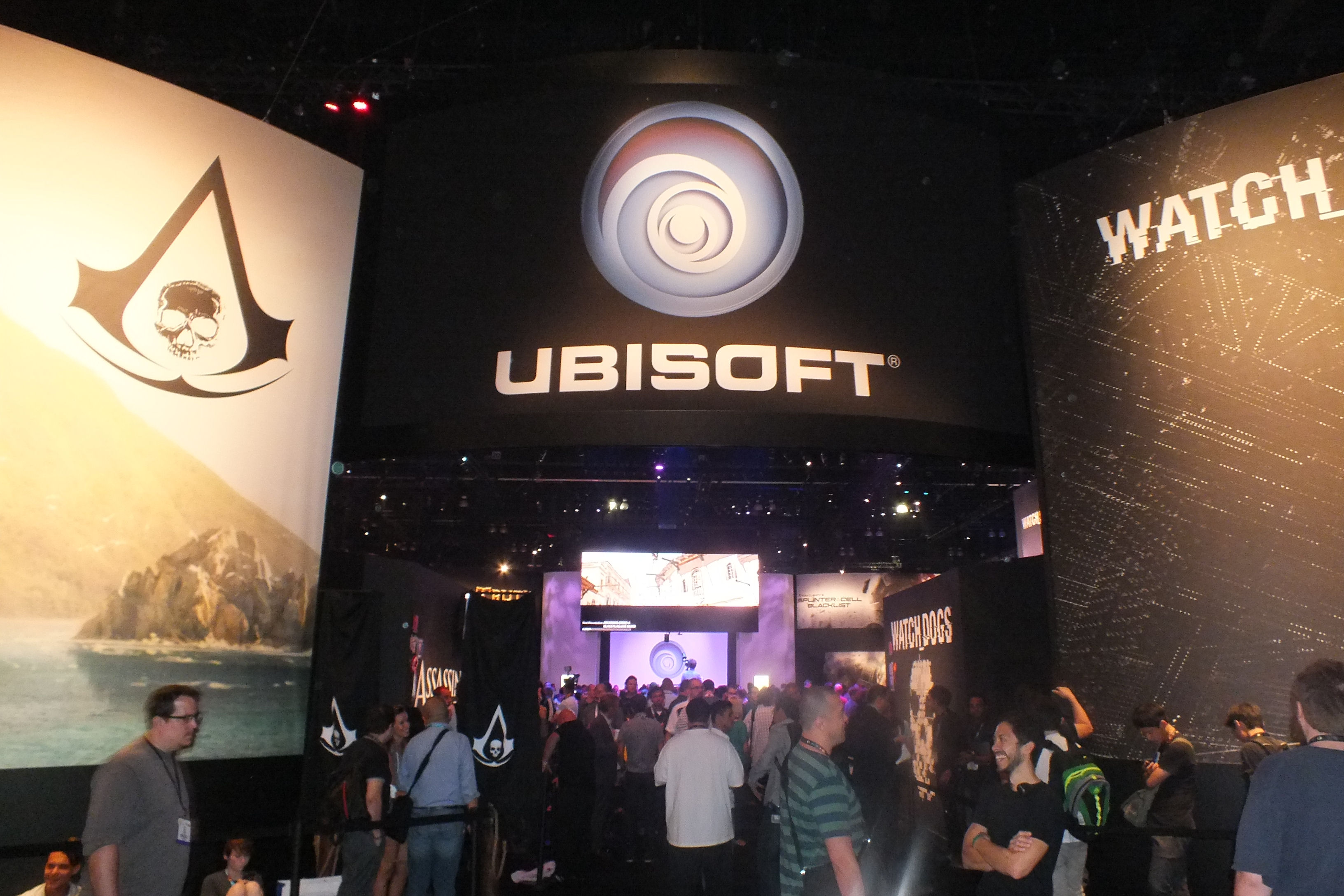
Stanowisku Ubisoftu na targach E3 w 2013 roku. Po lewej stronie reklama Black Flag, po prawej reklama Watch Dogs.

Podczas targów Electronic Entertainment Expo w 2013 roku zaprezentowano pierwszy pokaz rozgrywki i dwa nowe zwiastuny fabularne. Zapowiedziano także dodatkową zawartość dla posiadaczy PlayStation 3 i PlayStation 4, której bohaterką miała być Aveline de Grandpré – protagonistka Assassin’s Creed III: Liberation.
W czerwcu 2013 roku Ubisoft ogłosił, że gra doczeka się przepustki sezonowej zapewniającej dostęp do wszystkich dodatków wydanych po premierze Black Flag. Jeden z nich miał się koncentrować na nowej postaci nazwanej Adéwalé.
Podczas konwentu San Diego Comic-Con w 2013 roku, trwającego od 18 do 21 lipca, Ubisoft promował grę poprzez umożliwienie odwiedzającym oglądania statku Star of India „przebranego” za Kawkę. W tym celu jednostka została przemalowana i przyozdobiona w pirackie akcesoria, żeby bardziej przypominała bryg Kenwaya.
Assassin’s Creed IV: Black Flag wydano na PlayStation 3 i Xboksa 360 29 października 2013 roku. Tego dnia w Ameryce Północnej pojawiła się również wersja na Wii U; w Europie wersja ta trafiła do sprzedaży 22 listopada, w Australii 21 listopada, a w Japonii – 28 listopada. Wersja na PlayStation 4 ukazała się 15 listopada 2013 roku w Ameryce Północnej i 29 listopada w Europie, a wersja na  komputery osobiste i Xboksa One ukazała się na całym świecie odpowiednio 19 i 22 listopada 2013 roku.
W listopadzie 2013 roku odbyła się ekshumacja szczątków hiszpańskiego kapra Amara Parga. Działania te były finansowane przez Ubisoft. Firma zetknęła się z historią kapra podczas prac nad Black Flag. Choć w grze nie ukazano postaci Parga, Ubisoft postanowił sfinansować jego ekshumację. Według firmy zrobiono tak „w imię sprawiedliwości historycznej”.
6 grudnia 2019 Black Flag wraz z Assassin’s Creed: Rogue wydano na Nintendo Switchu w ramach pakietu Assassin’s Creed: The Rebel Collection. 14 września 2021 gra trafiła do usługi Google Stadia.

## Ścieżka dźwiękowa

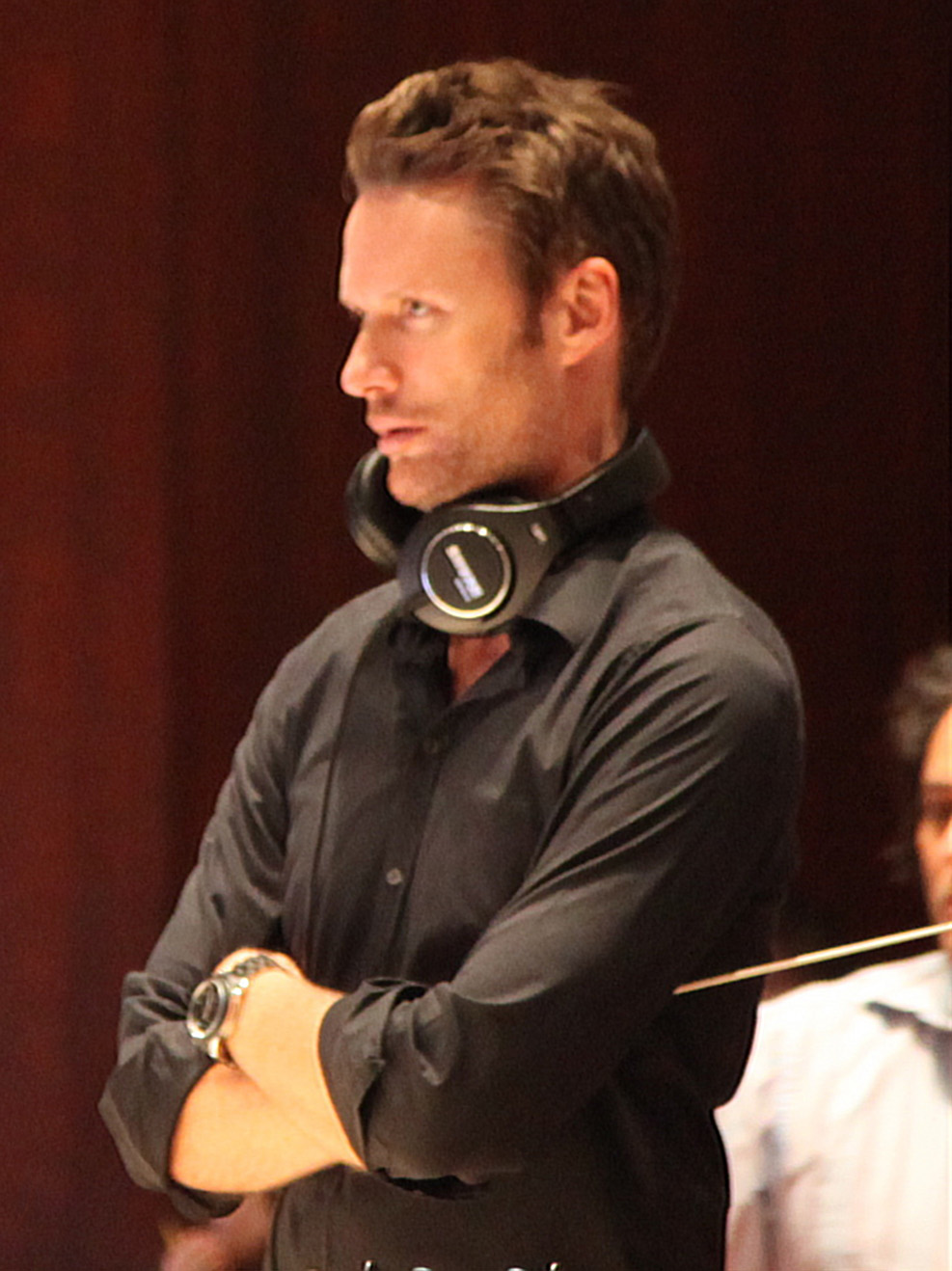
Brian Tyler, twórca ścieżki dźwiękowej

Ścieżka dźwiękowa do gry została skomponowana przez Briana Tylera, który poprzednio współpracował z Ubisoftem przy Far Cry 3. Została wydana na Amazon Music i iTunes 14 października 2013 roku. Od tego czasu pojawiły się jeszcze 3 wersje ścieżki:
- Assassin’s Creed IV: Black Flag (Game Soundtrack — Sea Shanty Edition) zawiera 16 szant wykonanych przez wielu artystów. Ścieżka została wydana 29 października 2013 roku[131][132].
- Assassin's Creed IV: Black Flag (Game Soundtrack — The Complete Edition) jest pakietem zawierającym obie poprzednie ścieżki oraz ścieżkę dźwiękową do trybu wieloosobowego skomponowaną przez Joego Hensona, Christiana Hensona oraz Alexisa Smitha. Został wydany 2 grudnia 2013 roku[133][134].
- Assassin's Creed IV: Black Flag (Game Soundtrack — Sea Shanty Edition, Vol. 2) zawiera kolejne 25 szant wykonanych przez wielu artystów. Ścieżka została wydana 16 czerwca 2014 roku[135][136].

Źródła do poniższych list:
| Assassin's Creed IV: Black Flag (Original Game Soundtrack) | Assassin's Creed IV: Black Flag (Original Game Soundtrack) | Assassin's Creed IV: Black Flag (Original Game Soundtrack) | Assassin's Creed IV: Black Flag (Original Game Soundtrack) |
| Nr                                                         | Tytuł utworu                                               | Autorzy                                                    | Długość                                                    |
| ---------------------------------------------------------- | ---------------------------------------------------------- | ---------------------------------------------------------- | ---------------------------------------------------------- |
| 1.                                                         | „Assassin's Creed IV Black Flag Main Theme”                | Brian Tyler                                                | 2:13                                                       |
| 2.                                                         | „Pyrates Beware”                                           | Tyler                                                      | 3:16                                                       |
| 3.                                                         | „On the Horizon”                                           | Tyler                                                      | 3:01                                                       |
| 4.                                                         | „The High Seas”                                            | Tyler                                                      | 2:45                                                       |
| 5.                                                         | „The Fortune of Edward Kenway”                             | Tyler                                                      | 1:58                                                       |
| 6.                                                         | „In This World or the One Below”                           | Tyler                                                      | 2:50                                                       |
| 7.                                                         | „Under the Black Flag”                                     | Tyler                                                      | 3:21                                                       |
| 8.                                                         | „The Ends of the Earth”                                    | Tyler                                                      | 2:54                                                       |
| 9.                                                         | „Stealing a Brig”                                          | Tyler                                                      | 1:53                                                       |
| 10.                                                        | „Fare Thee Well”                                           | Tyler                                                      | 5:15                                                       |
| 11.                                                        | „The Buccaneers”                                           | Tyler                                                      | 4:06                                                       |
| 12.                                                        | „Marked for Death”                                         | Tyler                                                      | 3:22                                                       |
| 13.                                                        | „Last Goodbyes”                                            | Tyler                                                      | 2:25                                                       |
| 14.                                                        | „Take What Is Ours!”                                       | Tyler                                                      | 3:15                                                       |
| 15.                                                        | „I'll Be with You”                                         | Tyler                                                      | 6:04                                                       |
| 16.                                                        | „Lay Aboard Lads”                                          | Tyler                                                      | 2:25                                                       |
| 17.                                                        | „A Pirate's Life”                                          | Tyler                                                      | 2:02                                                       |
| 18.                                                        | „Men of War”                                               | Tyler                                                      | 2:57                                                       |
| 19.                                                        | „Order of the Assassin”                                    | Tyler                                                      | 3:11                                                       |
| 20.                                                        | „In the Midst”                                             | Tyler                                                      | 3:05                                                       |
| 21.                                                        | „The British Empire”                                       | Tyler                                                      | 3:08                                                       |
| 22.                                                        | „Batten Down the Hatches”                                  | Tyler                                                      | 1:38                                                       |
| 23.                                                        | „Modernity”                                                | Tyler                                                      | 2:15                                                       |
| 24.                                                        | „A Merry Life and a Short One”                             | Tyler                                                      | 1:17                                                       |
| 25.                                                        | „Queen Anne's Revenge”                                     | Tyler                                                      | 4:43                                                       |
| 26.                                                        | „Confrontation”                                            | Tyler                                                      | 3:16                                                       |
| 27.                                                        | „Prizes Plunder and Adventure”                             | Tyler                                                      | 2:12                                                       |
| 28.                                                        | „Meet the Sage”                                            | Tyler                                                      | 3:36                                                       |
| 29.                                                        | „Into the Jungle”                                          | Tyler                                                      | 1:46                                                       |
| 30.                                                        | „The Spanish Empire”                                       | Tyler                                                      | 3:58                                                       |
| 31.                                                        | „The Islands of the West Indies”                           | Tyler                                                      | 3:07                                                       |
| 32.                                                        | „Ships of Legend”                                          | Tyler                                                      | 2:03                                                       |
| 33.                                                        | „Secrets of the Maya”                                      | Tyler                                                      | 3:25                                                       |
| 34.                                                        | „Life at Sea”                                              | Tyler                                                      | 3:11                                                       |
|                                                            |                                                            |                                                            | 1:41:53                                                    |

| Assassin's Creed IV: Black Flag (Original Game Soundtrack – Sea Shanty Edition) | Assassin's Creed IV: Black Flag (Original Game Soundtrack – Sea Shanty Edition) | Assassin's Creed IV: Black Flag (Original Game Soundtrack – Sea Shanty Edition) | Assassin's Creed IV: Black Flag (Original Game Soundtrack – Sea Shanty Edition) |
| Nr                                                                              | Tytuł utworu                                                                    | Autorzy                                                                         | Długość                                                                         |
| ------------------------------------------------------------------------------- | ------------------------------------------------------------------------------- | ------------------------------------------------------------------------------- | ------------------------------------------------------------------------------- |
| 1.                                                                              | „Randy Dandy Oh”                                                                | Sean Dagher, Nils Brown, Michiel Schrey                                         | 1:35                                                                            |
| 2.                                                                              | „Maid of Amsterdam”                                                             | Dagher, Brown, Schrey                                                           | 1:41                                                                            |
| 3.                                                                              | „Leave Her Johnny”                                                              | Dagher, Brown, Schrey                                                           | 2:12                                                                            |
| 4.                                                                              | „Whisky Johnny O”                                                               | Dagher, Brown, Schrey                                                           | 1:21                                                                            |
| 5.                                                                              | „Good Morning Ladies”                                                           | Dagher, Brown, Schrey                                                           | 1:39                                                                            |
| 6.                                                                              | „Fish in the Sea”                                                               | Dagher, Brown, Schrey                                                           | 1:29                                                                            |
| 7.                                                                              | „Dead Horse”                                                                    | Dagher, Brown, Schrey                                                           | 1:07                                                                            |
| 8.                                                                              | „Running Down to Cuba”                                                          | Dagher, Brown, Schrey                                                           | 1:29                                                                            |
| 9.                                                                              | „Trooper and the Maid”                                                          | Dagher, Charlotte Cumberbirch, Nelson Carter, Richard Irwin, David Gossage      | 1:57                                                                            |
| 10.                                                                             | „William Taylor”                                                                | Dagher, Brown, Schrey, Cumberbirch, Carter, Irwin, Gossage                      | 2:16                                                                            |
| 11.                                                                             | „Patrick Spens”                                                                 | Schrey, Dagher, Irwin, Gossage                                                  | 1:52                                                                            |
| 12.                                                                             | „Fathom the Bowl”                                                               | Dagher, Carter, Gossage, Linda Morrison, Patrick Graham                         | 2:13                                                                            |
| 13.                                                                             | „Admiral Benbow”                                                                | Schrey, Dagher, Brown, Carter, Irwin, Gossage                                   | 1:53                                                                            |
| 14.                                                                             | „All for Me Grog”                                                               | Morrison, Dagher, Carter, Graham, Gossage                                       | 2:06                                                                            |
| 15.                                                                             | „Buleria”                                                                       | Marco Marin, Dominic Soulard, Eric Breton                                       | 2:06                                                                            |
| 16.                                                                             | „Verdiales”                                                                     | Marin, Soulard, Breton                                                          | 1:26                                                                            |
|                                                                                 |                                                                                 |                                                                                 | 28:22                                                                           |

| Assassin's Creed IV: Black Flag (Original Game Soundtrack – The Complete Edition) – tylko nowe utwory | Assassin's Creed IV: Black Flag (Original Game Soundtrack – The Complete Edition) – tylko nowe utwory | Assassin's Creed IV: Black Flag (Original Game Soundtrack – The Complete Edition) – tylko nowe utwory | Assassin's Creed IV: Black Flag (Original Game Soundtrack – The Complete Edition) – tylko nowe utwory |
| Nr | Tytuł utworu                                                                                          | Autorzy                                                                                               | Długość                                                                                               |
| --- | --- | --- | --- |
| 1. | „Saba Island”                                                                                         | Joe Henson, Alexis Smith                                                                              | 3:37                                                                                                  |
| 2. | „Santa Lucia”                                                                                         | Joe Henson, Smith                                                                                     | 3:10                                                                                                  |
| 3. | „Tampa Bay”                                                                                           | Joe Henson, Smith, Christian Henson                                                                   | 3:19                                                                                                  |
| 4. | „Prison”                                                                                              | Joe Henson, Smith                                                                                     | 3:00                                                                                                  |
| 5. | „La Havana”                                                                                           | Joe Henson, Smith                                                                                     | 3:18                                                                                                  |
| 6. | „Portobelo”                                                                                           | Joe Henson, Smith                                                                                     | 3:45                                                                                                  |
| 7. | „Saint Pierre”                                                                                        | Joe Henson, Smith, Christian Henson                                                                   | 3:23                                                                                                  |
| 8. | „Palenque”                                                                                            | Joe Henson, Smith                                                                                     | 3:08                                                                                                  |
| | | | 26:40                                                                                                 |

| Assassin's Creed IV: Black Flag (Original Game Soundtrack – Sea Shanty Edition, Vol. 2 | Assassin's Creed IV: Black Flag (Original Game Soundtrack – Sea Shanty Edition, Vol. 2 | Assassin's Creed IV: Black Flag (Original Game Soundtrack – Sea Shanty Edition, Vol. 2 | Assassin's Creed IV: Black Flag (Original Game Soundtrack – Sea Shanty Edition, Vol. 2 |
| Nr                                                                                     | Tytuł utworu                                                                           |                                                                                        | Długość                                                                                |
| -------------------------------------------------------------------------------------- | -------------------------------------------------------------------------------------- | -------------------------------------------------------------------------------------- | -------------------------------------------------------------------------------------- |
| 1.                                                                                     | „Drunken Sailor”                                                                       | Sean Dagher, Nils Brown, Michiel Schrey                                                | 1:29                                                                                   |
| 2.                                                                                     | „Lowlands Away”                                                                        | Clayton Kennedy, Dagher, Brown                                                         | 2:53                                                                                   |
| 3.                                                                                     | „Padstow Farewell”                                                                     | Kennedy, Dagher, Brown                                                                 | 2:19                                                                                   |
| 4.                                                                                     | „Goodbye, Fare-ye-well”                                                                | Kennedy, Dagher, Brown                                                                 | 2:36                                                                                   |
| 5.                                                                                     | „Roll, Boys, Roll!”                                                                    | Kennedy, Dagher, Brown                                                                 | 1:55                                                                                   |
| 6.                                                                                     | „So Early In The Morning”                                                              | Kennedy, Dagher, Brown                                                                 | 1:28                                                                                   |
| 7.                                                                                     | „Where Am I To Go, M'Johnnies”                                                         | Kennedy, Dagher, Brown                                                                 | 1:24                                                                                   |
| 8.                                                                                     | „'Way Me Susianah”                                                                     | Kennedy, Dagher, Brown                                                                 | 1:18                                                                                   |
| 9.                                                                                     | „Billy Riley”                                                                          | Dagher, Brown, Schrey                                                                  | 1:15                                                                                   |
| 10.                                                                                    | „Captain Kidd”                                                                         | Dagher, Brown, Schrey                                                                  | 1:25                                                                                   |
| 11.                                                                                    | „The Golden Vanity”                                                                    | David Gossage, Schrey, Nelson Carter, Brown, Richard Irwin, Dagher                     | 1:52                                                                                   |
| 12.                                                                                    | „Blow Away The Morning Dew”                                                            | Charlotte Cumberbirch, Gossage, Schrey, Carter, Brown, Irwin, Dagher                   | 1:43                                                                                   |
| 13.                                                                                    | „Here's A Health To The Company”                                                       | Cumberbirch, Gossage, Schrey, Carter, Brown, Irwin, Dagher                             | 2:35                                                                                   |
| 14.                                                                                    | „Down Among The Dead Men”                                                              | Gossage, Schrey, Carter, Brown, Irwin, Dagher                                          | 2:12                                                                                   |
| 15.                                                                                    | „Over The Hills And Far Away”                                                          | Cumberbirch, Gossage, Schrey, Carter, Brown, Irwin, Dagher                             | 2:04                                                                                   |
| 16.                                                                                    | „Spanish Ladies”                                                                       | Cumberbirch, Gossage, Carter, Irwin, Dagher                                            | 2:45                                                                                   |
| 17.                                                                                    | „Star Of The County Down”                                                              | Schrey, Gossage, Carter, Brown, Irwin, Dagher                                          | 1:56                                                                                   |
| 18.                                                                                    | „We Be Three Poor Mariners”                                                            | Cumberbirch, Gossage, Carter, Irwin, Dagher                                            | 1:48                                                                                   |
| 19.                                                                                    | „Captain Ward”                                                                         | Gossage, Linda Morrison, Carter, Patrick Graham, Dagher                                | 1:27                                                                                   |
| 20.                                                                                    | „The Nightingale”                                                                      | Cumberbirch, Gossage, Carter, Irwin, Dagher                                            | 2:49                                                                                   |
| 21.                                                                                    | „Maggie Lauder”                                                                        | Gossage, Morrison, Carter, Graham, Dagher                                              | 1:41                                                                                   |
| 22.                                                                                    | „Fandango 01”                                                                          | Dominic Soulard, Marcos Marin, Éric Breton                                             | 1:27                                                                                   |
| 23.                                                                                    | „Fandango 02”                                                                          | Soulard, Marin, Breton                                                                 | 1:20                                                                                   |
| 24.                                                                                    | „Jaberas”                                                                              | Soulard, Marin, Breton                                                                 | 1:54                                                                                   |
| 25.                                                                                    | „Tientos”                                                                              | Soulard, Marin, Breton                                                                 | 2:35                                                                                   |
|                                                                                        |                                                                                        |                                                                                        | 48:10                                                                                  |

## Zawartość do pobrania
Po premierze gra doczekała się kilku dodatków do pobrania. Dodatki Blackbeard’s Wrath (wydany 11 września 2013 roku) oraz Guild of Rogues (11 lutego 2014) dodają do trybu wieloosobowego po trzy nowe postacie, w które może się wcielić gracz. Dodatki Death Vessel Pack, Kraken Ship Pack oraz Crusader & Florentine Pack zawierają elementy kosmetyczne zarówno do Kawki, jak i do Edwarda. Illustrious Pirates (7 stycznia 2014) dodaje do gry trzy nowe misje w grze jednoosobowej, a także liczne dodatki kosmetyczne i bronie dla Kawki i Kenwaya. Dodatek Aveline zawiera trzy zadania, podczas których gracz steruje Aveline de Grandpré, protagonistką Assassin’s Creed III: Liberation. Misje te nie są powiązane bezpośrednio z Black Flag. Początkowo były one ekskluzywne dla posiadaczy PlayStation 3 oraz PlayStation 4, później pojawiły się one też na komputery osobiste oraz na Switcha.

### Freedom Cry

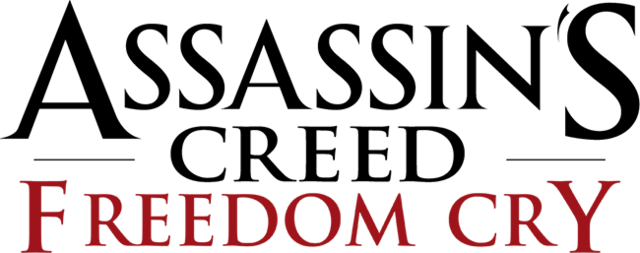
Logo Assassin’s Creed Freedom Cry

Assassin’s Creed Freedom Cry (znany też jako Assassin’s Creed IV: Black Flag – Freedom Cry) opowiada historię Adéwalégo, byłego kwatermistrza Edwarda Kenwaya, który piętnaście lat po wydarzeniach przedstawionych w Black Flag jako asasyn zajmuje się ratowaniem Maronów.
Rozgrywka w Freedom Cry pozostaje niemal niezmieniona względem Black Flag, wprowadzono do niej tylko kilka modyfikacji. Najważniejszą z nich jest system ratowania niewolników, których Adéwalé może napotkać po drodze i oswobodzić ich. Zmienione zostało wyposażenie grywalnej postaci, zamiast kordelasów i pistoletów korzysta ona z maczety i garłacza. Zamiast Kawki gracz steruje statkiem o nazwie Experto Crede, który może być ulepszany podobnie jak statek z Black Flag. Z gry usunięto system ulepszania ekwipunku za przedmioty materiały pozyskane ze zwierząt (choć system polowania znajduje się w grze), a zdobyte tak surowce można jedynie sprzedać.
Scenariusz do dodatku napisała Jill Murray, a muzykę skomponował Olivier Deriviere. Ścieżka dźwiękowa była nagrywana przez Deriviere’a w nowojorskim Avatar Studios z udziałem La Troupe Makandal nawiązującej do muzyki haitańskiej, a także z Brussels Philharmonic w Galaxy Studios w Belgii.
Freedom Cry zostało wydane jako dodatek w grudniu 2013 roku na komputery osobiste, PlayStation 3, PlayStation 4, Xboksa 360 i Xboksa One. W lutym 2014 roku Ubisoft ogłosił, że Freedom Cry zostanie udostępniony jako samodzielna gra na PlayStation 3 oraz PlayStation 4 18 lutego 2014 roku (19 lutego w Europie) oraz na komputery osobiste 25 lutego tego samego roku. 6 grudnia 2019 trafiło na Switcha, a 14 września 2021 roku na Stadię.

## Odbiór gry
Assassin’s Creed IV: Black Flag został pozytywnie przyjęty przez krytyków zarówno polskich, jak i zagranicznych. Chwalili oni fabułę, postacie, rozgrywkę, oprawę audiowizualną, misje poboczne oraz morską eksplorację. Według agregatora recenzji Metacritic najlepszą notę uzyskała wersja na PlayStation 3, ze średnią 88/100 z 36 recenzji, natomiast najmniejszą – wersja na PlayStation 4 (83/100 z 29 recenzji). Według GameRankings najlepszą opinią cieszyła się wersja na Wii U (90% z 1 recenzji), natomiast najmniejszą średnią zebrała wersja na PlayStation 4 (81,94% z 9 recenzji). Na stronie OpenCritic średnia z 47 recenzji wynosi 85%, a 91% recenzji kończyło się rekomendacją gry.
Krytycy często przyrównywali Black Flag do Assassin’s Creed III. Joe Juba z „Game Informera” stwierdził, że „niektóre elementy [gry] wydają się być stworzone specjalnie jako odpowiedź na krytykę poprzedniej części”, jednak zaznaczył, że „niektóre z tych problemów powracają ze zdwojoną siłą”. Według Matta Gilmana z „Computer and Video Games” Black Flag był „powrotem serii do formy”, natomiast według Mikela Reparaza z „Official Xbox Magazine” „po nieco słabnących wynikach Revelations i Assassin’s Creed III Black Flag jest dokładnie tym, czego potrzebowało Assassin’s Creed”. Według Damiana Milczarka z polskiej wersji Eurogamera „twórcy wzięli sobie do serca wysuwane przez graczy uwagi pod adresem poprzedniej odsłony serii. Wyciągnęli słuszne wnioski i stworzyli grę, o jakiej wielu z nas marzyło”.
Fabuła gry oraz jej postacie zostały docenione przez krytyków. Według Reparaza fabuła „jest fascynująca i wciągająca”. Joel Gregory piszący dla „PlayStation Official Magazine” stwierdził, że fabuła gry nie jest niczym nowym w porównaniu do innych gier z serii, jednak dodał, że postacie drugoplanowe „są znacznie ciekawsze, bardziej sympatyczne i zróżnicowane niż poprzednio” (chociaż zaznaczył, że aktorzy podkładający głos postaciom są „zabawnie niespójni”). Część recenzentów miała odmienne zdanie odnośnie do fabuły. Shaun McInnis z GameSpotu stwierdził, że „eklektyczna obsada postaci drugoplanowych dotyka, ale nigdy nie zagłębia się w poważniejsze problemy obecne w epoce kolonializmu związane z rasą i płcią”. Juba stwierdził, że „fabuła przez większość gry obiera przypadkowe kierunki”, a „tylko kilka z postaci drugoplanowych rozwija się odpowiednio [...], przez co właściwie nie wiadomo, czy powinny cię obchodzić różne wydarzenia”, natomiast Marty Silva z IGN-u uznał, że „główna fabuła sprawia drobny zawód”.
Bardzo pozytywnie oceniono świat przedstawiony. Według Firna piszącego na łamach „Komputer Świata” „nikomu do tej pory nie udało się w tak naturalny i pełny sposób przenieść realiów pirackiego życia na XVIII-wiecznych Karaibach, jak zrobili to programiści i graficy Ubisoftu”. Według redakcji „Edge’a” Black Flag „wyznacza nowe standardy nie tylko dla serii Ubisoftu, ale też ogólnie dla gier z otwartym światem”. Silva opisał świat Black Flag jako „przepiękny i wypełniony aktywnościami”. Gilman stwierdził, że „imponujące widoki są całkowicie wypełnione najdrobniejszymi szczegółami i jakością”. Doceniono także zadania poboczne; McInnis napisał, że „Black Flag nie tylko prezentuje cudowny świat; daje również mnóstwo powodów, aby [...] rozpocząć eksplorację”. Według Silvy „gdy zignorujesz główne misje i wyruszysz w poszukiwaniu swej własnej zabawy, wtedy Black Flag sprawdza się najlepiej”.
Oprawa wizualna gry również spotkała się z aprobatą recenzentów. Roger Żochowski z serwisu PPE stwierdził, że „tytuł wygląda świetnie” oraz że „wszelkie zarzuty bledną, gdy tylko wypływamy na morze”. Według „Edge’a” „świat Black Flag jest zbudowany tak, aby zachwycić niezależnie od generacji konsol, na jakiej grasz w ten tytuł”. Silva napisał, że Black Flag to „jedna z najlepiej wyglądających gier 2013 roku”.
Aktywności morskie były powszechnie chwalone przez krytyków. Krystian Smoszna piszący dla Gier-Online powiedział, że „morskie batalie sprawiają sporo radości, w czym duża zasługa mocno dopracowanych mechanizmów z «trójki»”. Według Firna „potyczki, jakie toczymy na pokładzie Kawki, zostały zrealizowane doskonale”, a nawet „mogłyby [...] stanowić osobną, bardzo satysfakcjonującą grę”. McInnis napisał, że „Black Flag rozbudowuje poboczne misje morskie z ACIII, żeby stworzyć doświadczenie tak samo ważne jak eksploracja lądu”. Gilman stwierdził, że „Kawka jest tak samo integralną częścią Black Flag [jak Edward]”. Doceniono także walkę na morzu; Żochowski powiedział, że „mechanizm starć jest prosty, ale [...] wciągający”. Według Conrada Zimmermana z Destructoidu abordaże „zachowują swój blask przez zaskakująco długi czas”. Dobrze przyjęło się również polowanie na morskie zwierzęta; według Milczarka „warto zwrócić [na polowanie] uwagę”.
Czynności lądowe zebrały znacznie mniej pochwał niż morskie, ponieważ część krytyków uważała, że są zbyt podobne do tych z poprzednich części. Krytykowano przede wszystkim system walki; według Firna jest on „prymitywny”, natomiast według Smoszny „autorzy nie chcą albo nie potrafią poradzić sobie [z systemem]”. Niektórzy, jak Steven Burns piszący dla VideoGamer.com, skrytykowali sztuczną inteligencję przeciwników. Elementy skradankowe zostały natomiast ocenione przychylniej. Gilman stwierdził, że sekcje wymagające skradania są „satysfakcjonująco otwarte”. Żochowski uznał skradanie za opcję dającą „najwięcej frajdy”. Redaktor „Edge’a” powiedział: „Jakość skradanek zależy od elastyczności ich sekwencji, a w tym aspekcie Black Flag jest obecnie najbardziej hojną grą w serii”. Część recenzentów skrytykowało jednak elementy skradankowe; Juba uznał ich mechaniki za „nieprecyzyjne”. 
Główne misje spotkały się z mieszanymi opiniami. Reparaz uznał je za najgorszą część gry, krytykując zwłaszcza misje polegające na śledzeniu celów. Juba i Burns stwierdzili, że misje są powtarzalne i nieintersujące. W niektórych przypadkach były one jednak chwalone; Smoszna stwierdził, że do misji „nie sposób się przyczepić”. Z największą krytyką spotkały się misje polegające na śledzeniu i podsłuchiwaniu celów (także na morzu). Z misji głównych najwięcej pochwał zebrał wstęp i samouczek do gry. 
Wątek współczesny został oceniony pozytywnie. Według Smoszny współczesna fabuła była „bardzo udana”. Żochowski nazwał eksplorację biura Abstergo „miłą odskocznią od bycia piratem – choć [...] całkowicie zbędną”. Milczarek uznał, że „w końcu etap rozgrywki we współczesności nie psuje przyjemności czerpanej z gry”. Według Aleksa Navarro z Giant Bomb wątek współczesny jest „interesujący, choć nieco krótki”. Niektórym krytykom nie spodobał się jednak nowy rodzaj wątku; Juba powiedział, że „większość [rozgrywki] jest na szczęście opcjonalna, a ja nigdy wcześniej nie wchodziłem do animusa [tj. wracałem do wątku historycznego] szybciej”. 
Tryb wieloosobowy również oceniono pozytywnie, choć niektórzy recenzenci krytykowali brak nowości. Według Firna „nuda w «multi» nie zagrozi nam ani na chwilę”. McInnis powiedział, że „[rozgrywka w trybie wieloosobowym] to wciąż świetna zabawa, ale poza nowym samouczkiem nie zostało tu dodane nic szczególnego”. Juba stwierdził, że „więcej tego samego może wystarczyć dla wielkich fanów serii, ale [...] raczej nie przyciągnie nowych graczy”. 
Ścieżka dźwiękowa również otrzymała pochwały. Smoszna nazwał muzykę „stosowną” dla rozgrywki. Firn stwierdził, że w ścieżce znajdują się „klimatyczne smaczki”. Najbardziej chwalonym aspektem warstwy audio były szanty – te czasami były uznawane za jeden z najlepszych elementów Black Flag, co zostało nawet zauważone przez Ubisoft. 
W listopadzie 2013 roku Hardcore Gamer umieściło Black Flag na 70. miejscu najlepszych gier siódmej generacji. IGN uznało Black Flag za najlepszą grę z serii Assassin’s Creed, „Game Informer” w analogicznym rankingu sklasyfikował ją na miejscu czwartym, zaś Gry-Online na piątym. Adrian Werner z Gier-Online uznał Black Flag za najlepszą grę o piratach w historii. 

### Sprzedaż
W pierwszym tygodniu sprzedaży w Wielkiej Brytanii Black Flag stał się najlepiej sprzedającą się grą, wyprzedzając Battlefield 4. Sprzedaż gry była jednak o 60% mniejsza niż sprzedaż Assassin’s Creed III. Według Ubisoftu spadek sprzedaży był winą oczekiwania graczy na konsole ósmej generacji. Według NPD Group Black Flag był trzecią najlepiej sprzedającą się grą w Stanach Zjednoczonych w listopadzie 2013 roku, wyprzedzaną jedynie przez Call of Duty: Ghosts oraz Battlefield 4. W Polsce w tygodniu premiery wersji na komputery osobiste była ona najlepiej sprzedającą się grą na tę platformę w salonach Empik, zaś wersja na PlayStation 3 i na Xboksa 360 piątą. Do maja 2014 roku gra sprzedała się w ponad 11 milionów kopii. Na dziesięciolecie Black Flag (29 października 2023 roku) Ubisoft poinformował, że do tego dnia zagrało w nią ponad 34 miliony graczy.

### Nagrody i nominacje
Black Flag otrzymał liczne nagrody i nominacje zarówno od redakcji branżowych czasopism i stron internetowych (np. IGN’s Best of 2013), jak i niezależnych organizacji (np. BAFTA, D.I.C.E. Awards). Wśród najważniejszych nagród znajdują się m.in. Spike Video Games Award dla najlepszej przygodowej gry akcji, Golden Joystick Award dla Ubisoft Montréal jako studia roku czy nominacja za najlepszy scenariusz gry komputerowej od Writers Guild of America Awards.
Lista nagród i nominacji dla Assassin’s Creed IV: Black Flag:
| Rok  | Plebiscyt                                                        | Kategoria                                            | Nominacja                                                                                         | Wynik       | Źródło  |
| ---- | ---------------------------------------------------------------- | ---------------------------------------------------- | ------------------------------------------------------------------------------------------------- | ----------- | ------- |
| 2013 | Spike VGX 2013                                                   | Najlepsza przygodowa gra akcji                       | Assassin’s Creed IV: Black Flag                                                                   | wygrana     | [ 192 ] |
| 2013 | 5. Annual Inside Gaming Awards                                   | Gra roku                                             | Assassin’s Creed IV: Black Flag                                                                   | nominacja   | [ 193 ] |
| 2013 | 5. Annual Inside Gaming Awards                                   | Najlepsza fabuła                                     | Assassin’s Creed IV: Black Flag                                                                   | nominacja   | [ 193 ] |
| 2013 | 5. Annual Inside Gaming Awards                                   | Wybór graczy                                         | Assassin’s Creed IV: Black Flag                                                                   | nominacja   | [ 193 ] |
| 2013 | 13. Annual National Academy of Video Game Trade Reviewers Awards | Projekt postaci                                      | Assassin’s Creed IV: Black Flag                                                                   | wygrana     | [ 194 ] |
| 2013 | 13. Annual National Academy of Video Game Trade Reviewers Awards | Projekt kostiumów                                    | Assassin’s Creed IV: Black Flag                                                                   | wygrana     | [ 194 ] |
| 2013 | 13. Annual National Academy of Video Game Trade Reviewers Awards | Reżyseria artystyczna – otwór historyczny            | Assassin’s Creed IV: Black Flag                                                                   | nominacja   | [ 194 ] |
| 2013 | 13. Annual National Academy of Video Game Trade Reviewers Awards | Projekt gry – seria                                  | Assassin’s Creed IV: Black Flag                                                                   | nominacja   | [ 194 ] |
| 2013 | 13. Annual National Academy of Video Game Trade Reviewers Awards | Najlepsza oprawa techniczna                          | Assassin’s Creed IV: Black Flag                                                                   | nominacja   | [ 194 ] |
| 2013 | 13. Annual National Academy of Video Game Trade Reviewers Awards | Gra – seria przygodowa                               | Assassin’s Creed IV: Black Flag                                                                   | nominacja   | [ 194 ] |
| 2013 | Gamespot’s Game of the Year 2013 Awards                          | Gra roku na PS4                                      | Assassin’s Creed IV: Black Flag                                                                   | wygrana     | [ 195 ] |
| 2013 | Gamespot’s Game of the Year 2013 Awards                          | Gra roku na Xboksa One                               | Assassin’s Creed IV: Black Flag                                                                   | wygrana     | [ 196 ] |
| 2013 | Gamespot’s Game of the Year 2013 Awards                          | Gra roku                                             | Assassin’s Creed IV: Black Flag                                                                   | nominacja   | [ 197 ] |
| 2013 | Gamespot’s Game of the Year 2013 Awards                          | Gra roku na PS3                                      | Assassin’s Creed IV: Black Flag                                                                   | nominacja   | [ 198 ] |
| 2013 | Gamespot’s Game of the Year 2013 Awards                          | Gra roku na Xboksa 360                               | Assassin’s Creed IV: Black Flag                                                                   | nominacja   | [ 199 ] |
| 2013 | Destructoid’s Best of 2013                                       | Najlepsza gra na wiele platform                      | Assassin’s Creed IV: Black Flag                                                                   | nominacja   | [ 200 ] |
| 2013 | Destructoid’s Best of 2013                                       | Najlepsza gra akcji                                  | Assassin’s Creed IV: Black Flag                                                                   | nominacja   | [ 201 ] |
| 2013 | Destructoid’s Best of 2013                                       | Najlepsza gra kompetytywna                           | Assassin’s Creed IV: Black Flag                                                                   | nominacja   | [ 202 ] |
| 2013 | Giant Bomb’s 2013 Game of the Year Awards                        | Największa niespodzianka                             | Assassin’s Creed IV: Black Flag                                                                   | wygrana     | [ 203 ] |
| 2013 | Giant Bomb’s 2013 Game of the Year Awards                        | Najlepsza gra                                        | Assassin’s Creed IV: Black Flag                                                                   | 6. miejsce  | [ 204 ] |
| 2013 | Game Revolution’s Best of 2013 Awards                            | Najlepsza przygodowa gra akcji                       | Assassin’s Creed IV: Black Flag                                                                   | wygrana     | [ 205 ] |
| 2013 | Game Revolution’s Best of 2013 Awards                            | Najlepszy wydawca                                    | Ubisoft                                                                                           | nominacja   | [ 206 ] |
| 2013 | Hardcore Gamer’s Game of the Year Awards 2013                    | Najlepsza gra akcji                                  | Assassin’s Creed IV: Black Flag                                                                   | wygrana     | [ 207 ] |
| 2013 | Hardcore Gamer’s Game of the Year Awards 2013                    | Najlepsza kontynuacja                                | Assassin’s Creed IV: Black Flag                                                                   | wygrana     | [ 208 ] |
| 2013 | Hardcore Gamer’s Game of the Year Awards 2013                    | Gra roku                                             | Assassin’s Creed IV: Black Flag                                                                   | 10. miejsce | [ 209 ] |
| 2013 | Hardcore Gamer’s Game of the Year Awards 2013                    | Najlepsza gra na wiele platform                      | Assassin’s Creed IV: Black Flag                                                                   | nominacja   | [ 210 ] |
| 2013 | Hardcore Gamer’s Game of the Year Awards 2013                    | Najlepszy tryb wieloosobowy                          | Assassin’s Creed IV: Black Flag                                                                   | nominacja   | [ 211 ] |
| 2013 | Hardcore Gamer’s Game of the Year Awards 2013                    | Najlepsza oprawa wizualna                            | Assassin’s Creed IV: Black Flag                                                                   | nominacja   | [ 212 ] |
| 2013 | Hardcore Gamer’s Game of the Year Awards 2013                    | Najlepsza nowa postać                                | Edward Kenway                                                                                     | nominacja   | [ 213 ] |
| 2013 | Cheat Code Central’s 7. Annual Cody Awards                       | Gra roku                                             | Assassin’s Creed IV: Black Flag                                                                   | nominacja   | [ 214 ] |
| 2013 | Cheat Code Central’s 7. Annual Cody Awards                       | Najlepsza oprawa wizualna                            | Assassin’s Creed IV: Black Flag                                                                   | nominacja   | [ 215 ] |
| 2013 | Cheat Code Central’s 7. Annual Cody Awards                       | Najlepsza przygodowa gra akcji                       | Assassin’s Creed IV: Black Flag                                                                   | nominacja   | [ 216 ] |
| 2013 | Cheat Code Central’s 7. Annual Cody Awards                       | Studio roku                                          | Ubisoft Montréal                                                                                  | nominacja   | [ 217 ] |
| 2014 | 32. Golden Joystick Awards                                       | Najlepsza oprawa wizualna                            | Assassin’s Creed IV: Black Flag                                                                   | wygrana     | [ 218 ] |
| 2014 | 32. Golden Joystick Awards                                       | Najlepszy dźwięk                                     | Assassin’s Creed IV: Black Flag                                                                   | wygrana     | [ 218 ] |
| 2014 | 32. Golden Joystick Awards                                       | Studio roku                                          | Ubisoft Montréal                                                                                  | wygrana     | [ 218 ] |
| 2014 | 32. Golden Joystick Awards                                       | Gra roku                                             | Assassin’s Creed IV: Black Flag                                                                   | nominacja   | [ 219 ] |
| 2014 | 32. Golden Joystick Awards                                       | Najlepszy moment w grze                              | Szanty                                                                                            | nominacja   | [ 219 ] |
| 2014 | 10. BAFTA Video Games Awards                                     | Najlepsza gra                                        | Assassin’s Creed IV: Black Flag                                                                   | nominacja   | [ 220 ] |
| 2014 | 10. BAFTA Video Games Awards                                     | Przygodowa gra akcji                                 | Assassin’s Creed IV: Black Flag                                                                   | nominacja   | [ 220 ] |
| 2014 | 10. BAFTA Video Games Awards                                     | Projekt gry                                          | Assassin’s Creed IV: Black Flag                                                                   | nominacja   | [ 220 ] |
| 2014 | 10. BAFTA Video Games Awards                                     | Muzyka oryginalna                                    | Brian Tyler, Aldo Sampaio                                                                         | nominacja   | [ 220 ] |
| 2014 | 17. Annual D.I.C.E. Awards                                       | Gra roku                                             | Assassin’s Creed IV: Black Flag                                                                   | nominacja   | [ 221 ] |
| 2014 | 17. Annual D.I.C.E. Awards                                       | Przygodowa gra roku                                  | Assassin’s Creed IV: Black Flag                                                                   | nominacja   | [ 221 ] |
| 2014 | 17. Annual D.I.C.E. Awards                                       | Najlepsza animacja                                   | Assassin’s Creed IV: Black Flag                                                                   | nominacja   | [ 221 ] |
| 2014 | 17. Annual D.I.C.E. Awards                                       | Najlepszy projekt gry                                | Assassin’s Creed IV: Black Flag                                                                   | nominacja   | [ 221 ] |
| 2014 | 17. Annual D.I.C.E. Awards                                       | Najlepsza oprawa wizualna                            | Assassin’s Creed IV: Black Flag                                                                   | nominacja   | [ 221 ] |
| 2014 | 14. Game Developers Choice Awards                                | Najlepsza technologia                                | Assassin’s Creed IV: Black Flag                                                                   | nominacja   | [ 222 ] |
| 2014 | 66. Writers Guild of America Awards                              | Najlepszy scenariusz gry komputerowej                | Darby McDevitt, Mustapha Mahrach, Jean Guesdon, Jill Murray, Nicholas Grimwood, Mark Llabres Hill | nominacja   | [ 223 ] |
| 2014 | IGN’s Best of 2013                                               | Najlepsza gra wieloosobowa na PlayStation 4          | Assassin’s Creed IV: Black Flag                                                                   | wygrana     | [ 224 ] |
| 2014 | IGN’s Best of 2013                                               | Gra roku na Xboksa One                               | Assassin’s Creed IV: Black Flag                                                                   | wygrana     | [ 225 ] |
| 2014 | IGN’s Best of 2013                                               | Najlepsza przygodowa gra akcji na Xboksa One         | Assassin’s Creed IV: Black Flag                                                                   | wygrana     | [ 226 ] |
| 2014 | IGN’s Best of 2013                                               | Najlepsza fabuła na Xboksa One                       | Assassin’s Creed IV: Black Flag                                                                   | wygrana     | [ 227 ] |
| 2014 | IGN’s Best of 2013                                               | Najlepsza przygodowa gra akcji na Wii U              | Assassin’s Creed IV: Black Flag                                                                   | wygrana     | [ 228 ] |
| 2014 | IGN’s Best of 2013                                               | Najlepszy dźwięk na Wii U                            | Assassin’s Creed IV: Black Flag                                                                   | wygrana     | [ 229 ] |
| 2014 | IGN’s Best of 2013                                               | Najlepsza przygodowa gra akcji                       | Assassin’s Creed IV: Black Flag                                                                   | nominacja   | [ 230 ] |
| 2014 | IGN’s Best of 2013                                               | Najlepsza muzyka                                     | Assassin’s Creed IV: Black Flag                                                                   | nominacja   | [ 231 ] |
| 2014 | IGN’s Best of 2013                                               | Najlepsza przygodowa gra akcji na komputery osobiste | Assassin’s Creed IV: Black Flag                                                                   | nominacja   | [ 232 ] |
| 2014 | IGN’s Best of 2013                                               | Najlepsza przygodowa gra akcji na PlayStation 3      | Assassin’s Creed IV: Black Flag                                                                   | nominacja   | [ 233 ] |
| 2014 | IGN’s Best of 2013                                               | Najlepszy dźwięk na PlayStation 3                    | Assassin’s Creed IV: Black Flag                                                                   | nominacja   | [ 234 ] |
| 2014 | IGN’s Best of 2013                                               | Najlepsza fabuła na PlayStation 3                    | Assassin’s Creed IV: Black Flag                                                                   | nominacja   | [ 235 ] |
| 2014 | IGN’s Best of 2013                                               | Gra roku na PlayStation 4                            | Assassin’s Creed IV: Black Flag                                                                   | nominacja   | [ 236 ] |
| 2014 | IGN’s Best of 2013                                               | Najlepsza przygodowa gra akcji na Xboksa 360         | Assassin’s Creed IV: Black Flag                                                                   | nominacja   | [ 237 ] |
| 2014 | IGN’s Best of 2013                                               | Najlepszy dźwięk na Xboksa 360                       | Assassin’s Creed IV: Black Flag                                                                   | nominacja   | [ 238 ] |
| 2014 | IGN’s Best of 2013                                               | Najlepsza fabuła na Xboksa 360                       | Assassin’s Creed IV: Black Flag                                                                   | nominacja   | [ 239 ] |
| 2014 | IGN’s Best of 2013                                               | Najlepszy dźwięk na Xboksa One                       | Assassin’s Creed IV: Black Flag                                                                   | nominacja   | [ 240 ] |
| 2014 | IGN’s Best of 2013                                               | Gra roku na Wii U                                    | Assassin’s Creed IV: Black Flag                                                                   | nominacja   | [ 241 ] |
| 2014 | IGN’s Best of 2013                                               | Najlepsza gra wieloosobowa na Wii U                  | Assassin’s Creed IV: Black Flag                                                                   | nominacja   | [ 242 ] |
| 2014 | IGN’s Best of 2013                                               | Najlepsza muzyka na Wii U                            | Assassin’s Creed IV: Black Flag                                                                   | nominacja   | [ 243 ] |
| 2014 | The Escapist Awards 2013                                         | Gra roku                                             | Assassin’s Creed IV: Black Flag                                                                   | 2. miejsce  | [ 244 ] |
| 2014 | The Escapist Awards 2013                                         | Najlepsza przygodowa gra akcji                       | Assassin’s Creed IV: Black Flag                                                                   | 2. miejsce  | [ 245 ] |
| 2014 | Official Xbox Magazine’s Game of the Year Awards 2013            | Najlepsza gra akcji                                  | Assassin’s Creed IV: Black Flag                                                                   | wygrana     | [ 246 ] |
| 2014 | Official Xbox Magazine’s Game of the Year Awards 2013            | Gra roku                                             | Assassin’s Creed IV: Black Flag                                                                   | nominacja   | [ 247 ] |

### Kontrowersje związane z PETA
Organizacja People for the Ethical Treatment of Animals (PETA) zajmująca się ochroną praw zwierząt skrytykowała Black Flag za umożliwienie graczowi używania harpunów i „gloryfikowanie” wielorybnictwa. Według przedstawiciela organizacji ukazywanie polowania jest „hańbiące dla każdej gry”, a „autorzy powinni tworzyć gry, w których docenia się zwierzęta, a nie promuje ich krzywdzenie i zabijanie”. Ubisoft odpowiedział na zarzuty stwierdzając, że seria Assassin’s Creed jest oparta na historii, dodając: „Nie tolerujemy nielegalnego wielorybnictwa tak samo, jak pirackiego stylu życia [...], grabieży, porywania statków i pijackiej rozpusty przekraczającej granice prawa”.

## Adaptacje i kontynuacje
11 listopada 2014 do sprzedaży trafiło Assassin’s Creed: Rogue, wieńczące historię z dwóch poprzednich części. W grze pojawiło się wiele postaci zarówno z Assassin’s Creed III, jak i Black Flag, np. syn Edwarda Haytham Kenway czy Adéwalé. Fragment gry został powiązany z prologiem Assassin’s Creed: Unity, następnej części serii.  
10 sierpnia 2013 roku na łamach magazynu „Jump X” należącego do Shūieshy ukazała się manga na podstawie Black Flag ze scenariuszem Takashiego Yano i rysunkami Kenjiego Oiwy.  
5 marca 2014 roku w Polsce do sprzedaży trafiła książka Olivera Bowdena Assassin’s Creed: Czarna bandera, będąca adaptacją Black Flag. W ramach promocji książki jej fragmenty czytane przez Marcina Perchucia publikowane były w serwisie YouTube.
Jeszcze w 2013 roku rozpoczęły się prace nad wieloosobowym rozszerzeniem do Black Flag opracowywanym przez Ubisoft Singapore. Po pewnym czasie projekt został przemianowany na spin-off Black Flag w stylu MMO pod nazwą roboczą Black Flag Infinite, następnie zaś na pełnoprawną i niezależną od serii Assassin’s Creed grę Skull and Bones. Gra została opóźniona kilkukrotnie, a ostatecznie została wydana 16 lutego 2024 roku.